# 阿氏頜吻鰻
阿氏頜吻鰻（學名：Gnathophis asanoi），是輻鰭魚綱鰻形目康吉鳗科頜吻鰻屬的其中一種，分布於西太平洋菲律賓海域，為深海魚類，深度280至440公尺，本魚體延長，側線孔34-35個，魚鰭邊緣身色，背鰭軟條239枚、臀鰭軟條159枚、脊椎骨139-140個，體長可達35公分，為底棲性魚類，生活習性不明，種名「asanoi」指的是淺野博俊 (Hirotoshi Asano)，是為了紀念他對日本康吉鳗科物種研究的貢獻。